# Едмундо Перес Жуйович

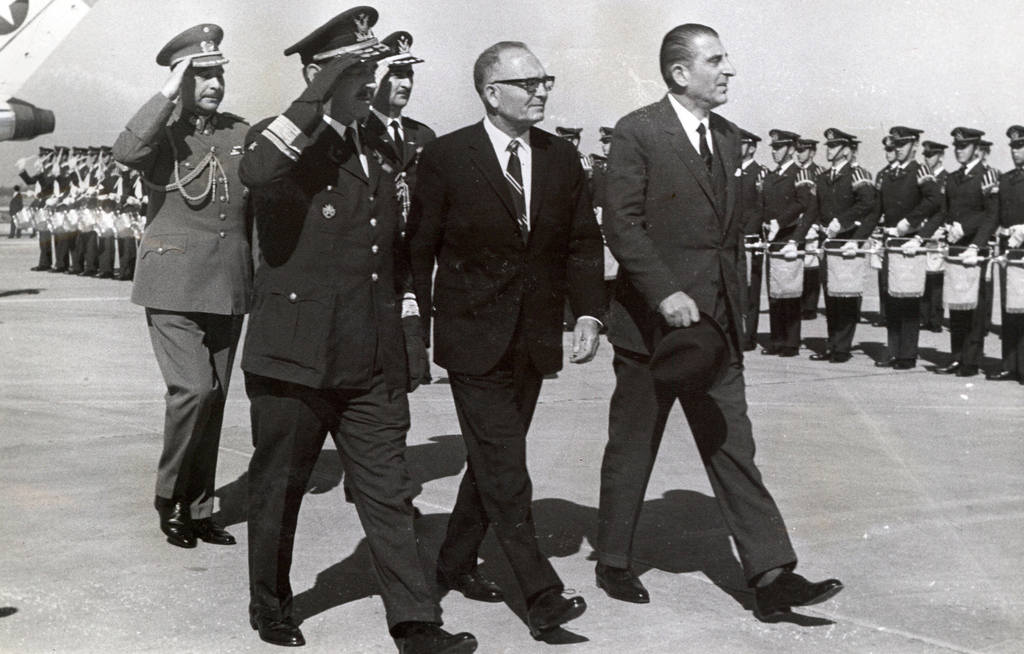
Едмундо Перес Жуйович (у середині)

Едмундо Перес Жуйович (11 травня 1912 — 8 червня 1971) — чилійський політик Християнсько-демократичної партії. Він був міністром внутрішніх справ, громадських робіт та фінансів при уряді президента Едуардо Фрей Монтальва (1964—1970).
Перес народився в Антофагасті. Він був батьком політика Едмундо Переса Йоми, який також є християнським демократом.

## Кровопролиття в Пуерто-Монт
9 березня 1969 року група чилійської поліції спробувала виселити групу сквотерів у Пуерто-Монтті, вбивши десятьох із них, що так і стало називатися різаниною Пуерто-Монт. Будучи міністром внутрішніх справ, Перес консультувався щодо того, що робити з табором сквоттерів. Хоча ніхто не знає, чи він наказав поліції розстріляти їх, він схвалив видалення поселенців із незаконного поселення, змінивши попередню політику свого уряду щодо умиротворення. Схоже, він зробив цю дію, тому що нещодавно був обраний опозиційний політик з регіону, лідер численних захопленнь землі, який політизував поселення в цій області. Того дня поліція мала дві зустрічі з поселенцями. У першому поліцейські застосували сльозогінний газ і штурмували табір, мабуть, без попередження, попередньо запевнивши в протилежному попереднього дня. Згодом переселенці повернулися у більшій кількості та перебороли поліцію, використовуючи примітивну зброю. Тоді поліція обстріляла групу.
Обурення було величезним навіть у правлячій християнсько-демократичній партії. Ліва опозиція звинуватила Переса Жуйовича та Хорхе Переса Санчеса у смерті сквотерів, але вони не були передані до суду.
Чилійський народний співак Віктор Хара написав пісню про різанину під назвою «Preguntas por Puerto Montt» («Питання для Пуерто Монтта»), де згадується Перес Зуйович за іменем:
| Usted debe responder        | Ви повинні відповісти       |
| señor Pérez Zujovic         | Пан Перес Жуйович           |
| porqué al pueblo indefenso, | чому був беззахисний народ  |
| contestaron con fusil.      | отримав відповідь зі зброї. |
| Señor Pérez su conciencia   | Пане Перес, ваша совість —  |
| la enterró en un ataúd      | ти поховав її в труні       |
| y no limpiarán sus manos    | і всі південні дощі         |
| toda la lluvia del sur.     | не відчистять руки.         |

Одного разу Хара заспівав пісню в коледжі Святого Георгія в Сантьяго. Частина глядачів відреагувала бурхливо, кидаючи каміння у артистів, яких довелося рятувати групі студентів та вчителів. Тільки покинувши сцену, Хара виявив, що молодший син Переса Зуйовича (колишній студент коледжу) був присутній і спровокував насильство.

## Вбивство

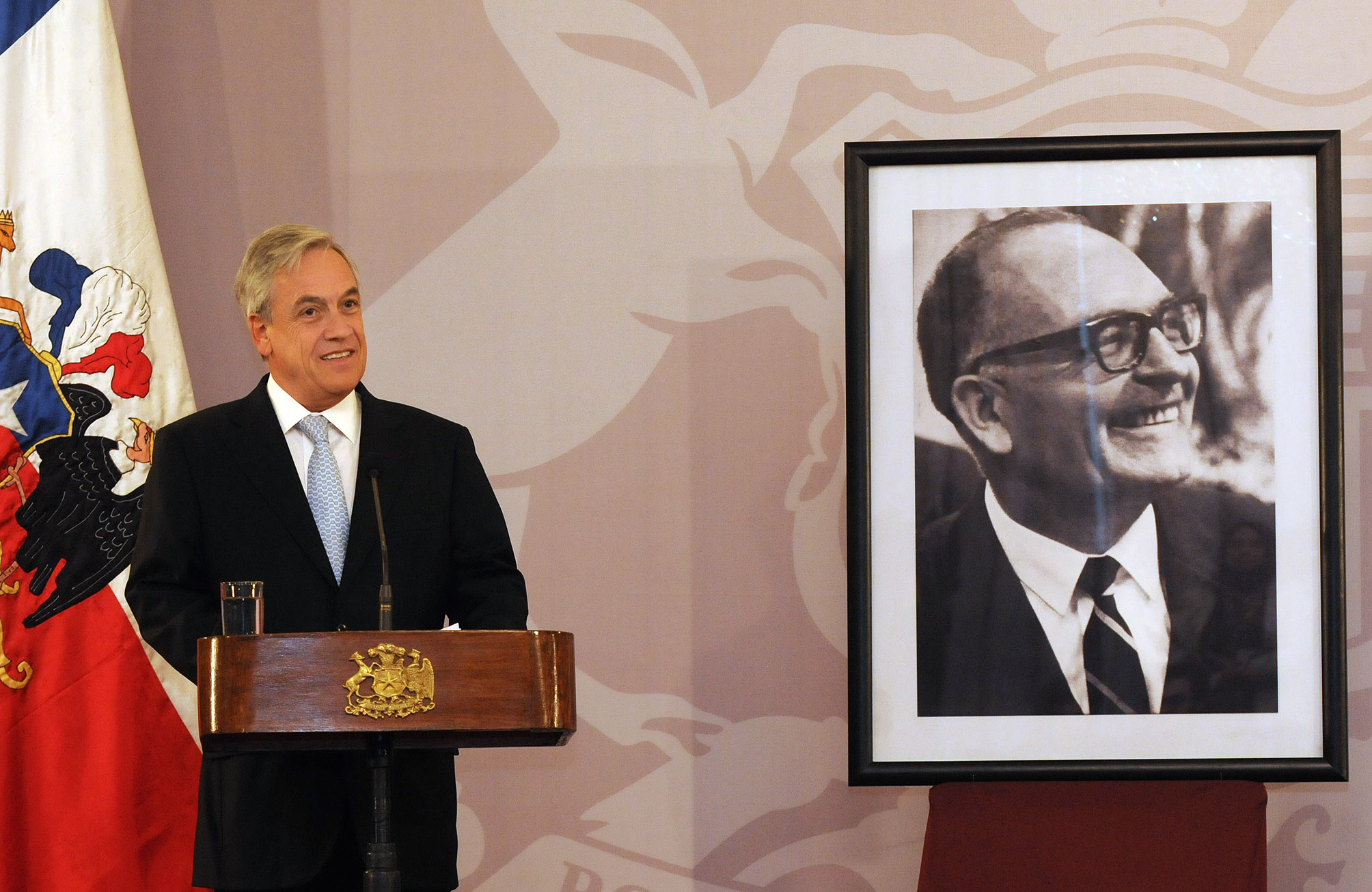
Пошана Пересу в 2011 році

8 червня 1971 року Перес їхав до свого офісу будівельної фірми на своєму Mercedes-Benz у супроводі своєї дочки Марії Анжеліки, коли його автомобіль протаранили троє чоловіків в іншому автомобілі. Зупинивши машину Переса, один із чоловіків розбив вікно «Мерседеса» і вбив Переса чергою з пістолета-кулемета. Пізніше Марія Анжеліка впізнала нападника Рональд Ріверу Кальдерона, члена лівої терористичної групи під назвою «Організований авангард народу». 13 червня Рональд Рівера Кальдерон був убитий поліцією під час перестрілки у його криївці; його брат Артуро покінчив життя самогубством, а семеро інших були заарештовані.
Вважається, що вбивство Переса Жуйовича посилило поглиблення розбіжностей у чилійській політиці, що в кінцевому підсумку і призвело до військового перевороту 1973 року.

## Сім'я
Перес був одружений з Лідією Йомі. У них було дев'ятеро дітей: п'ять дочок і чотири сини, у тому числі політик Едмундо Перес Йома.